# 马晓红 (1972年)
马晓红（1972年—）女，籍贯不详，中华人民共和国企业家，辽宁鸿祥实业集团董事长。2016年被辽宁省警方逮捕。

## 生平
1990年代，马晓红向朝鲜民主主义人民共和国销售重油，以获得朝鲜的废钢。1997年朝鲜禁止废钢出口后，她又在平壤合资开矿，并将80辆斯太尔卡车交给朝方作为合资代价。
2000年1月，马晓红创建丹东鸿祥实业发展有限公司并任法定代表人。2011年，辽宁鸿祥实业集团在丹东鸿祥实业发展有限公司、辽宁鸿祥国际货运代理有限公司的基础上成立，马晓红任董事长。
马晓红曾获辽宁省优秀企业家、丹东优秀企业家等荣誉称号。2007年，当选丹东市人大代表。2013年当选为辽宁省第十二届人大代表。2016年9月17日，辽宁省人大十二届七次会议筹备组发布公告称，日前沈阳市等14个市人大常委会及有关选举单位决定接受涉及贿选案的丁坤等452人辞去辽宁省第十二届人大代表职务。这452人中包括马晓红。
2016年9月15日，辽宁省公安厅官网宣布，“辽宁省公安机关在工作中发现，长期以来，丹东鸿祥实业发展有限公司及相关责任人在贸易活动中涉嫌严重经济犯罪。公安机关在掌握确凿证据后，于近期对该公司及相关责任人立案调查，目前相关涉案人员正在接受警方调查。”2016年9月20日，中华人民共和国外交部例行记者会上，记者问是否能证实中美两国正合作调查涉嫌协助朝鲜发展核项目的丹东鸿祥实业发展有限公司等公司，发言人陆慷表示，“至于你提到的有关企业，中国有关部门正在依法对其经济犯罪等违法行为进行调查处理，并已于近日公布了相关消息。”
2016年9月26日，美国司法部对马晓红及其丹东鸿祥实业发展有限公司（DHID），以及公司总经理周建舒、副总经理洪锦花、财务经理洛传旭发出刑事诉状，罪名为阴谋违反美国制裁法律及阴谋使用货币工具洗钱。美国财政部也对丹东鸿祥实业发展有限公司、马晓红、周建舒、洪锦花实施制裁，理由是其为朝鲜民主主义人民共和国服务。美方采取行动，冻结了据称属丹东鸿祥实业发展有限公司及其幌子公司的25个中资银行账户。